# 阿尔拉镇
阿尔拉镇，是中华人民共和国内蒙古自治区呼伦贝尔市莫力达瓦达斡尔族自治旗下辖的一个乡镇级行政单位。

## 行政区划
阿尔拉镇下辖以下地区：
阿尔拉社区、阿尔拉村、开花浅村、阿尔哈浅村、拉力浅村、马当浅村、奎力浅村、喀牙都尔本村、伯尔科村、马克勒村、大宝龙村和宝龙村。